# میلدرد دیویس
میلدرد هیلاری دیویس بازیگر آمریکایی بود که در بسیاری از فیلم‌های کمدی صامت هارولد لوید بازی کرد و سرانجام با او ازدواج کرد.

## زندگی و شغل
دیویس در فیلادلفیای پنسیلوانیا به دنیا آمد و در مدرسه Friend شروع به تحصیل نمود. بعد از چند سال تحصیل به لس آنجلس سفر کرد به امید آنکه در یک فیلم نقشی ایفا کند. بعد از چند نقش کوتاه نظر «هال راک» را به خود جلب نمود و او بود که وی را به هارولد لوید معرفی نمود. لوید به دنبال زنی بود که جایگزین «بی بی دنیل» در فیلم «از دست تا دهان» شود و این شروع کار این زوج شد.
در ۱۰ فوریه ۱۹۲۳ او با لوید ازدواج کرد. بعد از ازدواج لوید اعلام کرد که دیویس دیگر در فیلمی بازی نخواهد کرد. بعد از تشویق و ترغیب‌های بسیار لوید با بازی دوباره دیویس در فیلم کلاهبرداران زیاد موافقت کرد.

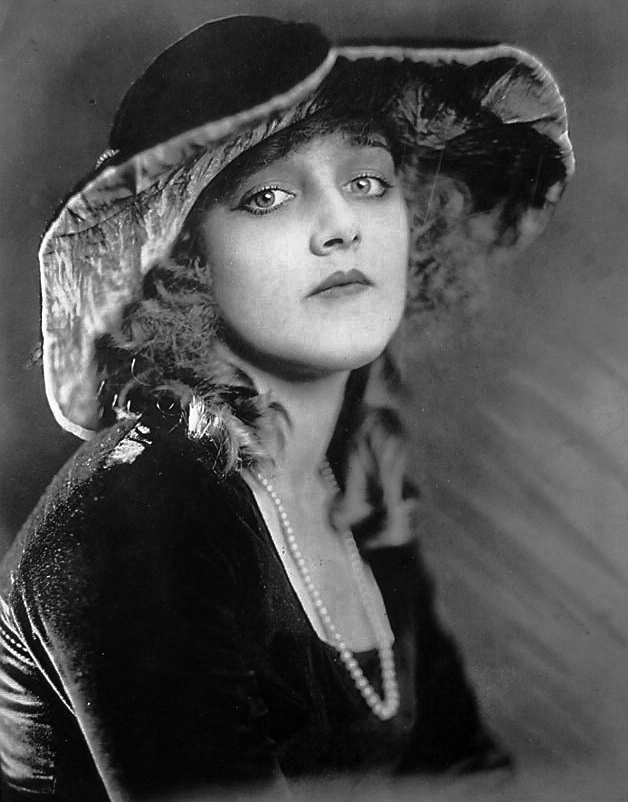
در سال ۱۹۲۱

## زندگی خصوصی
برادر او جک دیویس نیز بازیگر بود آنها در فیلم باند ما ایفای نقش کرده بود. وی همراه با هارولد لوید دارای ۳ فرزند بودند.
این زوج در تمام طول زندگی همواره با هم بودند و رابطه بسیار نزدیکی با هم داشتند. از دوستانی که دیویس با آنها احساس آرامش می‌کرد می‌توان ماریون دیویس و کالین مور را نام برد. او همچنین رابطه دوستی طولانی با همکار لوید «روی بروکس» داشت کسی که بیش از ۴۰ سال با لوید و خانواده او دررفت‌وآمد بودند.
دیویس به علت سکته مغزی که در عروق کرونر وی رخ داد در سانتامونیکای کالیفورنیا در سال ۱۹۶۸ در گذشت.

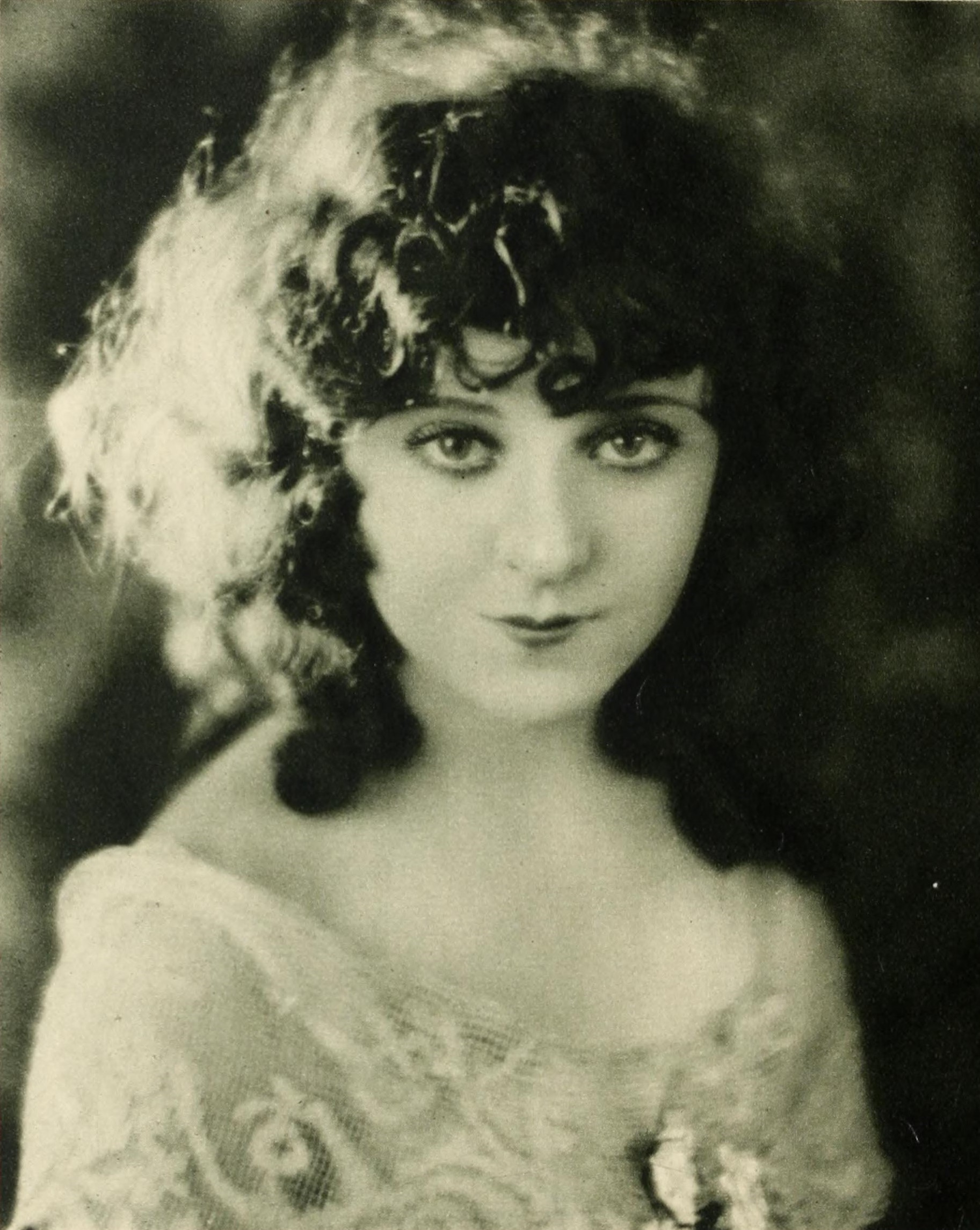
در سال ۱۹۲۴

## فیلم‌شناسی

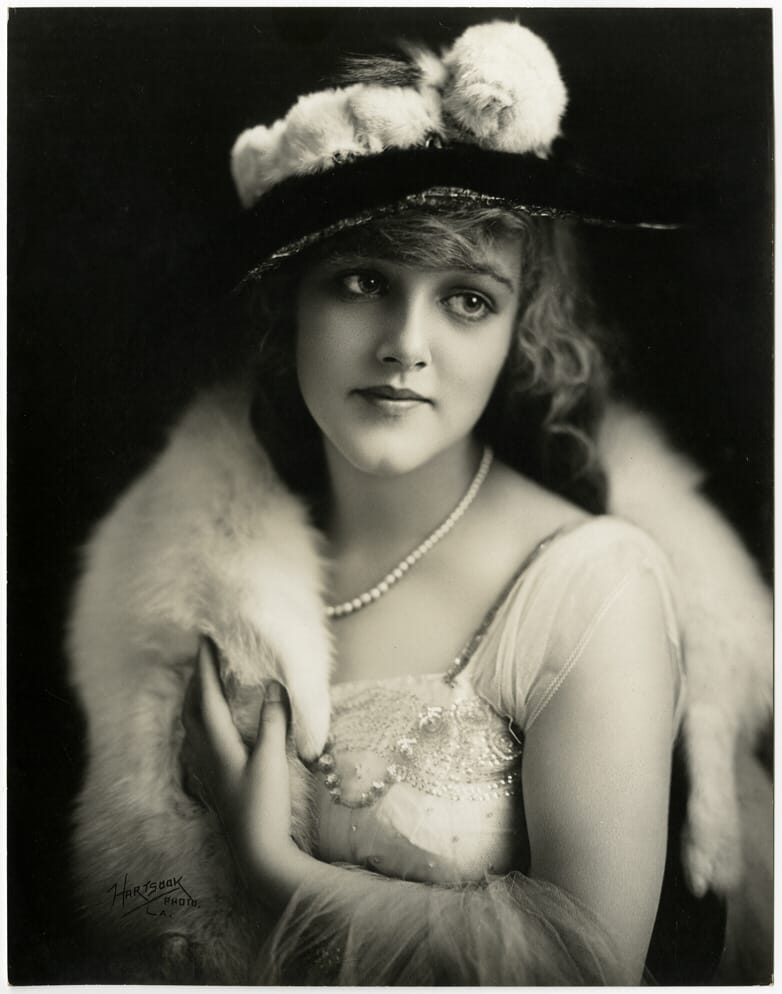
در حوالی ۱۹۲۲

| سال  | عنوان                  | نقش                   |
| ---- | ---------------------- | --------------------- |
| ۱۹۱۶ | ازدواج سفارشی          |                       |
| ۱۹۱۷ | با عمو چکار کنیم       |                       |
| ۱۹۱۷ | مبارزه دیوانه‌وار       | لیلی سویر             |
| ۱۹۱۸ | Bud's Recruit          | خواهر ادیت            |
| ۱۹۱۸ | بافندۀ رویاها          | مارجری گوردون         |
| ۱۹۱۹ | کاملا اشتباه           | بتی تامپسون           |
| ۱۹۱۹ | یه کاری بکن            |                       |
| ۱۹۱۹ | همگی در دریا           |                       |
| ۱۹۱۹ | تماس با آقای کیومن     |                       |
| ۱۹۱۹ | رها کردن عروس          |                       |
| ۱۹۱۹ | به‌دنبال دردسر          |                       |
| ۱۹۱۹ | بخت باهات یار نیست     |                       |
| ۱۹۱۹ | دست به دهان            | دخترک                 |
| ۱۹۲۰ | هوتنتات‌های سرخ داغ     |                       |
| ۱۹۲۰ | چرا بریم خونه؟         |                       |
| ۱۹۲۰ | طبقه پایین             |                       |
| ۱۹۲۰ | جناب اعلیحضرت حقه‌باز   | شاهدخت فلورل          |
| ۱۹۲۰ | گرفتن بزش              |                       |
| ۱۹۲۰ | ارواح جن‌زده            | دخترک                 |
| ۱۹۲۰ | یک وسترن شرقی          | دخترک                 |
| ۱۹۲۰ | ارتفاع و سرگیجه        | دخترک                 |
| ۱۹۲۰ | پیاده شو و درستش کن    | دخترک                 |
| ۱۹۲۰ | شماره تلفن، لطفاً؟      | دخترک                 |
| ۱۹۲۱ | Humor Risk             |                       |
| ۱۹۲۱ | یا همین حالا یا هیچ‌وقت | دخترک                 |
| ۱۹۲۱ | در میان حاضران         | دوشیزه اوبراین، دخترک |
| ۱۹۲۱ | قبول می‌کنم             | همسر                  |
| ۱۹۲۱ | هرگز سست نشو           | دخترک                 |
| ۱۹۲۱ | مردی که دریانورد شد    | دخترک                 |
| ۱۹۲۲ | پسر مامان‌بزرگ          | دخترش                 |
| ۱۹۲۲ | دکتر جک                | دختر بیمار-کوچولو-خوب |
| ۱۹۲۳ | ایمنی آخر از همه!      | دخترک                 |
| ۱۹۲۳ | ازدواج موقت            | هیزل منرز             |
| ۱۹۲۳ | نفرین‌شده               | دخترک                 |
| ۱۹۲۷ | کلاهبرداران فراوان     | سیا میسون             |
| ۱۹۴۹ | خواب شیطان             | تسی تی. اسی           |